# Shoichi
『Shoichi』（しょういち）は、神田たけ志による日本の漫画作品。『近代麻雀ゴールド』（竹書房）に連載され近代麻雀コミックスとしてコミックスが出版されている。

## 概要
サブタイトルにもあるように「20年間無敗の男」である桜井章一という実在の人物をモデルにしている漫画。柳史一郎著作の『伝説の雀鬼』（講談社ノベルス刊）を漫画化したものである。闘牌原作は安田潤司が監修している。

## ストーリー
幼少期に誰よりも麻雀を嫌ったはずの桜井章一が麻雀に触れ、麻雀を覚え、麻雀を愛していく。覚えてわずか半年で裏世界の麻雀の舞台に立ち、それ以降20年間無敗となる。この作品では20年の間にある代打ちの闘牌や日常などが描かれている。

## 登場人物
桜井章一
物語の主人公。代打ち（裏プロ）として活躍する。義理人情で動くことをモットーとし政治経済などの権力や金が絡むことを嫌い無報酬で動くことも多々ある。得意のイカサマは千鳥爆弾、一人天和など。使える技は100種類以上。
鈴木銀次郎
鈴銀グループのトップ、治外法権麻雀で対戦。大三元爆弾が得意技。

## 舞台設定
1960年～1980年の新宿区。手積み麻雀時代が描かれている。登場人物の名前は桜井氏の身近な人物から付けられている。

## 用語
裏プロ
雑誌上に出てきたプロが表とするならば、裏プロはそれに出てこないプロのことである。
裏技
イカサマと同義。
ヒラッコ
裏技を使わずに打つこと。

## 単行本
- 1巻　ISBN 4-88475-439-5　1989年03月20日　定価550円
  - 第1話　伝説の雀鬼
  - 第2話　出会い
  - 第3話　初陣
  - 第4話　開眼
  - 第5話　外プロ
  - 第6話　雀鬼誕生
  - 第7話　ローズ（前編）
  - 第8話　ローズ（後編）
- 2巻　ISBN 4-88475-440-9　1989年11月20日　定価550円
  - 第9話　白刃を背に（前編）
  - 第10話　白刃を背に（後編）
  - 第11話　生き埋め（前編）
  - 第12話　生き埋め（後編）
  - 第13話　銀座の夜の帝王（勝負神経）
  - 第14話　銀座の夜の帝王（天運）
  - 第15話　銀座の夜の帝王（地運）
  - 第16話　銀座の夜の帝王（勝負熱①）
  - 第17話　銀座の夜の帝王（勝負熱②）
- 3巻　ISBN 4-88475-461-1　1990年07月10日　定価550円
  - 第18話　八王子のクマ（前編）
  - 第19話　八王子のクマ（後編）
  - 第20話　サラリーマンプロ①
  - 第21話　サラリーマンプロ②
  - 第22話　サラリーマンプロ③
  - 第23話　新宿路地裏物語
  - 番外編　リーチinサッポロ
- 4巻　ISBN 4-88475-490-5　1991年02月25日　定価550円
  - 第24話　治外法権麻雀　其ノ一
  - 第25話　治外法権麻雀　其ノ二
  - 第26話　治外法権麻雀　其ノ三
  - 第27話　治外法権麻雀　其ノ四
  - 第28話　治外法権麻雀　其ノ五
  - 第29話　治外法権麻雀　其ノ六
  - 第30話　治外法権麻雀　其ノ七
- 5巻　ISBN 4-88475-491-3　1991年02月25日　定価550円
  - 第31話　治外法権麻雀　其ノ八
  - 第32話　治外法権麻雀　其ノ九
  - 第33話　治外法権麻雀　其ノ十
  - 第34話　治外法権麻雀　其ノ十一
  - 第35話　治外法権麻雀　其ノ十二
  - 第36話　治外法権麻雀　其ノ十三
  - 第37話　治外法権麻雀　其ノ十四
- 6巻　ISBN 4-88475-541-3　1991年10月19日　定価550円
  - 第38話　雀聖と雀鬼其ノ一
  - 第39話　雀聖と雀鬼其ノ二
  - 第40話　雀聖と雀鬼其ノ三
  - 第41話　雀聖と雀鬼其ノ四
  - 第42話　雀聖と雀鬼其ノ五
  - 第43話　雀聖と雀鬼其ノ六
  - 第44話　番外編雀聖と雀鬼幻の裏技対局
  - 第45話　過ぎ行く日々
- 7巻　ISBN 4-88475-572-3　1992年04月30日　定価550円
  - 第46話　過ぎ行く日々其ノ二
  - 第47話　過ぎ行く日々其ノ三
  - 第48話　過ぎ行く日々其ノ四
  - 第49話　過ぎ行く日々其ノ五
  - 第50話　過ぎ行く日々其ノ六
  - 第51話　過ぎ行く日々其ノ七
  - 第52話　過ぎ行く日々其ノ八
- 8巻　ISBN 4-88475-612-6　1993年01月09日　定価550円
  - 第53話　一人だけの引退試合其ノ一
  - 第54話　一人だけの引退試合其ノ二
  - 第55話　一人だけの引退試合其ノ三
  - 第56話　一人だけの引退試合其ノ四
  - 第57話　一人だけの引退試合其ノ五
  - 第58話　一人だけの引退試合其ノ六
  - 第59話　一人だけの引退試合其ノ七
  - 第60話　一人だけの引退試合其ノ八
- 9巻　ISBN 4-88475-697-5　1994年03月07日　定価550円
  - 第61話　一人だけの引退試合其ノ九
  - 第62話　一人だけの引退試合其ノ十
  - 第63話　一人だけの引退試合其ノ十一
  - 第64話　一人だけの引退試合其ノ十二
  - 第65話　一人だけの引退試合其ノ十三
  - 第66話　一人だけの引退試合其ノ十四
  - 第67話　風と牌と伝説と･･･前編
  - 第68話　風と牌と伝説と･･･中編
  - 第69話　風と牌と伝説と･･･後編
  - あとがき

## 作品の評価・人気
証拠がないので「20年間無敗」という部分に関して不快感を覚える人も多いが、表裏の技術や生き方・思想に憧れるファンも多い。